# Varenne-l’Arconce
Varenne-l’Arconce – miejscowość i gmina we Francji, w regionie Burgundia-Franche-Comté, w departamencie Saona i Loara.
Według danych na rok 1990 gminę zamieszkiwały 134 osoby, a gęstość zaludnienia wynosiła 16 osób/km² (wśród 2044 gmin Burgundii Varenne-l’Arconce plasuje się na 776. miejscu pod względem liczby ludności, natomiast pod względem powierzchni na miejscu 1024.).